# Kaas (Kürten)
Kaas ist ein Wohnplatz in der Gemeinde Kürten im Rheinisch-Bergischen Kreis.

## Lage und Beschreibung
Der Ort liegt abseits überörtlicher Straßen südöstlich von Eichen im Olpebachtal im Osten der Gemeinde an der Grenze zu Lindlar.

## Geschichte
Die Herleitung des Ortsnamens ist unbestimmt. Möglicherweise liegt dem Namen das lat. Casa (= „Haus“) zugrunde, das als Lehnwort am Ort haften geblieben ist.
Die Topographia Ducatus Montani des Erich Philipp Ploennies aus dem Jahre 1715, Blatt Amt Steinbach, belegt, dass der Ort bereits 1715 als Ort mit einem Hof bestand und als Kaus bezeichnet wurde. Aus der Charte des Herzogthums Berg 1789 von Carl Friedrich von Wiebeking geht hervor, dass Kaas zu dieser Zeit Teil der Honschaft Olpe im Kirchspiel Olpe im Landgericht Kürten war. Er benennt den Ort als kaus.
Unter der französischen Verwaltung zwischen 1806 und 1813 wurde das Amt Steinbach aufgelöst und Kaas wurde politisch der Mairie Olpe im Kanton Wipperfürth  im Arrondissement Elberfeld zugeordnet. 1816 wandelten die Preußen die Mairie zur Bürgermeisterei Olpe im Kreis Wipperfürth. Kaas gehörte zu dieser Zeit zu dem Dorf und späteren Gemeinde Olpe.
Der Ort ist auf der Topographischen Aufnahme der Rheinlande von 1824 und auf der Preußischen Uraufnahme von 1840 als Kaas verzeichnet. Ab der Preußischen Neuaufnahme von 1892 ist er auf Messtischblättern regelmäßig als Kaas verzeichnet.
1822 lebten 25 Menschen im als Hof kategorisierten und Kaas bezeichneten Ort.
1830 hatte der Ort 27 Einwohner.
Der 1845 laut der Uebersicht des Regierungs-Bezirks Cöln als Hof kategorisierte Ort besaß zu dieser Zeit fünf Wohnhäuser. Zu dieser Zeit lebten 24 Einwohner im Ort, davon alle katholischen Bekenntnisses.
Die Gemeinde- und Gutbezirksstatistik der Rheinprovinz führt Kaas 1871 mit drei Wohnhäusern und zwölf Einwohnern auf.
Im Gemeindelexikon für die Provinz Rheinland von 1888 werden drei Wohnhäuser mit 15 Einwohnern angegeben.
1895 hatte der Ort drei Wohnhäuser und 13 Einwohner.
1905 besaß der Ort drei Wohnhäuser und 14 Einwohner und gehörte konfessionell zum katholischen Kirchspiel Olpe.
1927 wurden die Bürgermeisterei Olpe in das Amt Olpe überführt. In der Weimarer Republik wurden 1929 die Ämter Kürten mit den Gemeinden Kürten und Bechen und Olpe mit den Gemeinden Olpe und Wipperfeld zum Amt Kürten zusammengelegt. Der Kreis Wipperfürth ging am 1. Oktober 1932 in den Rheinisch-Bergischen Kreis mit Sitz in Bergisch Gladbach auf.
1975 entstand aufgrund des Köln-Gesetzes die heutige Gemeinde Kürten, zu der neben den Ämtern Kürten, Bechen und Olpe ein Teilgebiet der Stadt Bensberg mit Dürscheid und den umliegenden Gebieten kam.